# اسنیک (شهر)

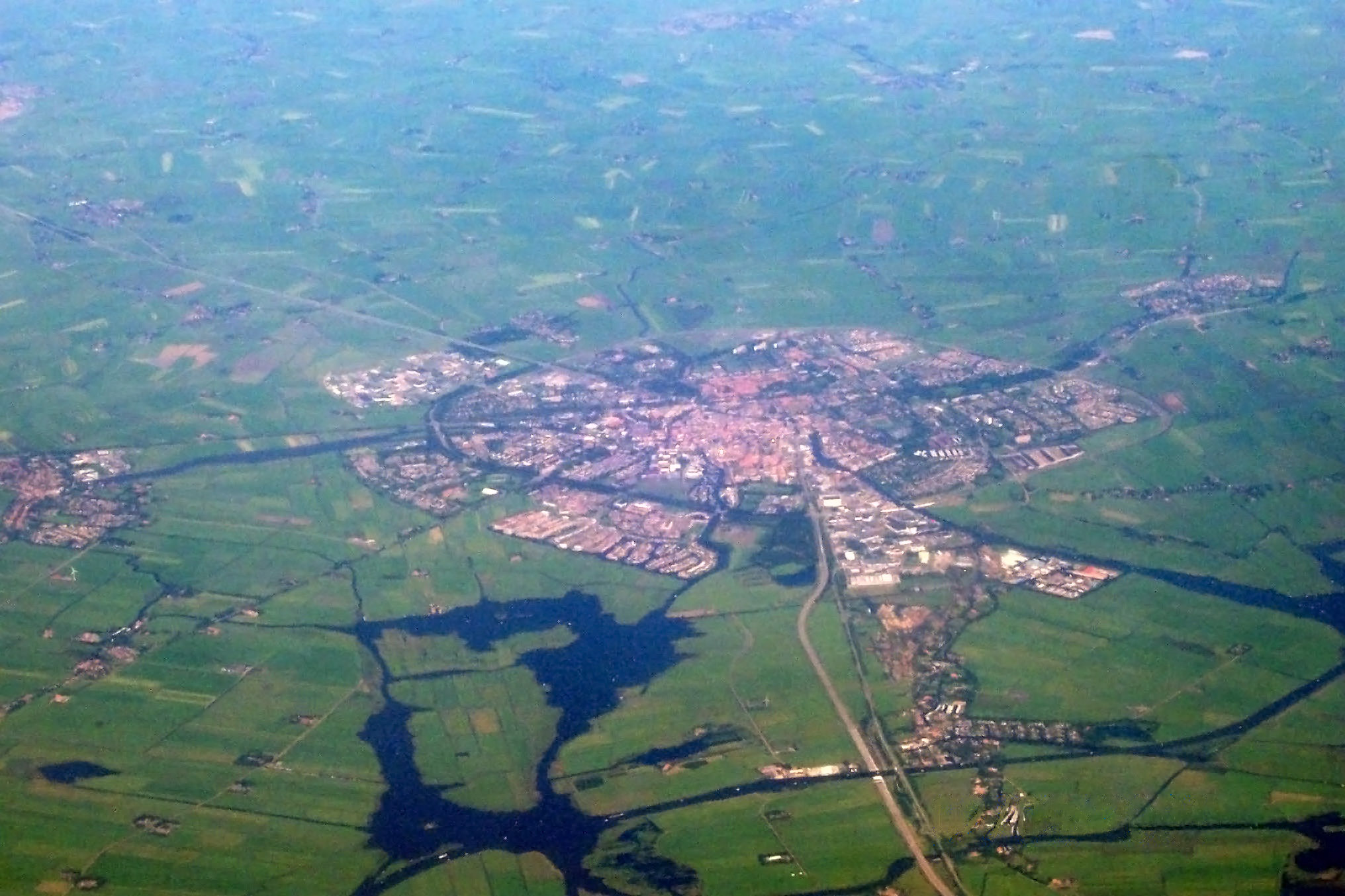
Sneek from the air (2004)

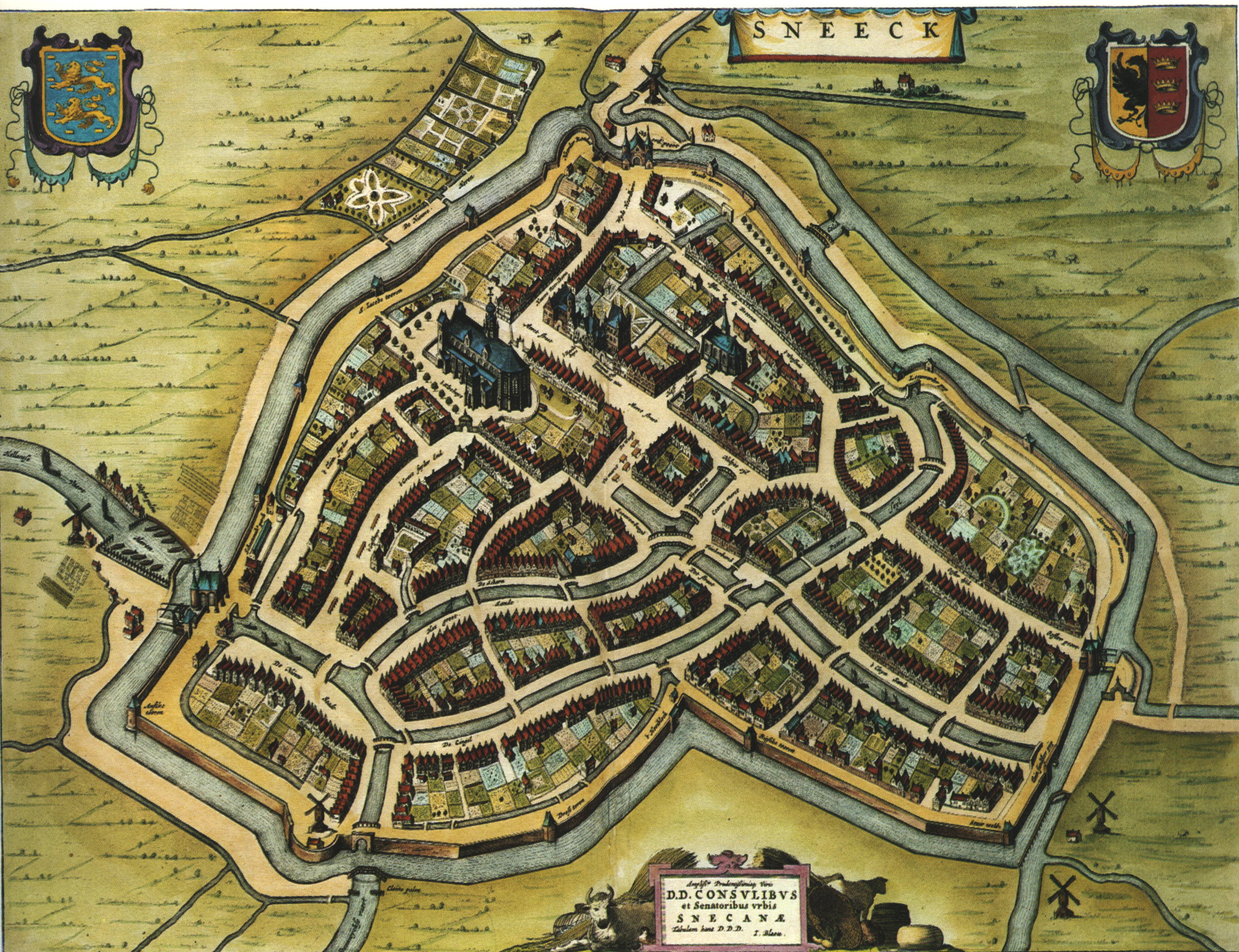
Sneek on the map of Willem and یوهان بلاایو in 1652

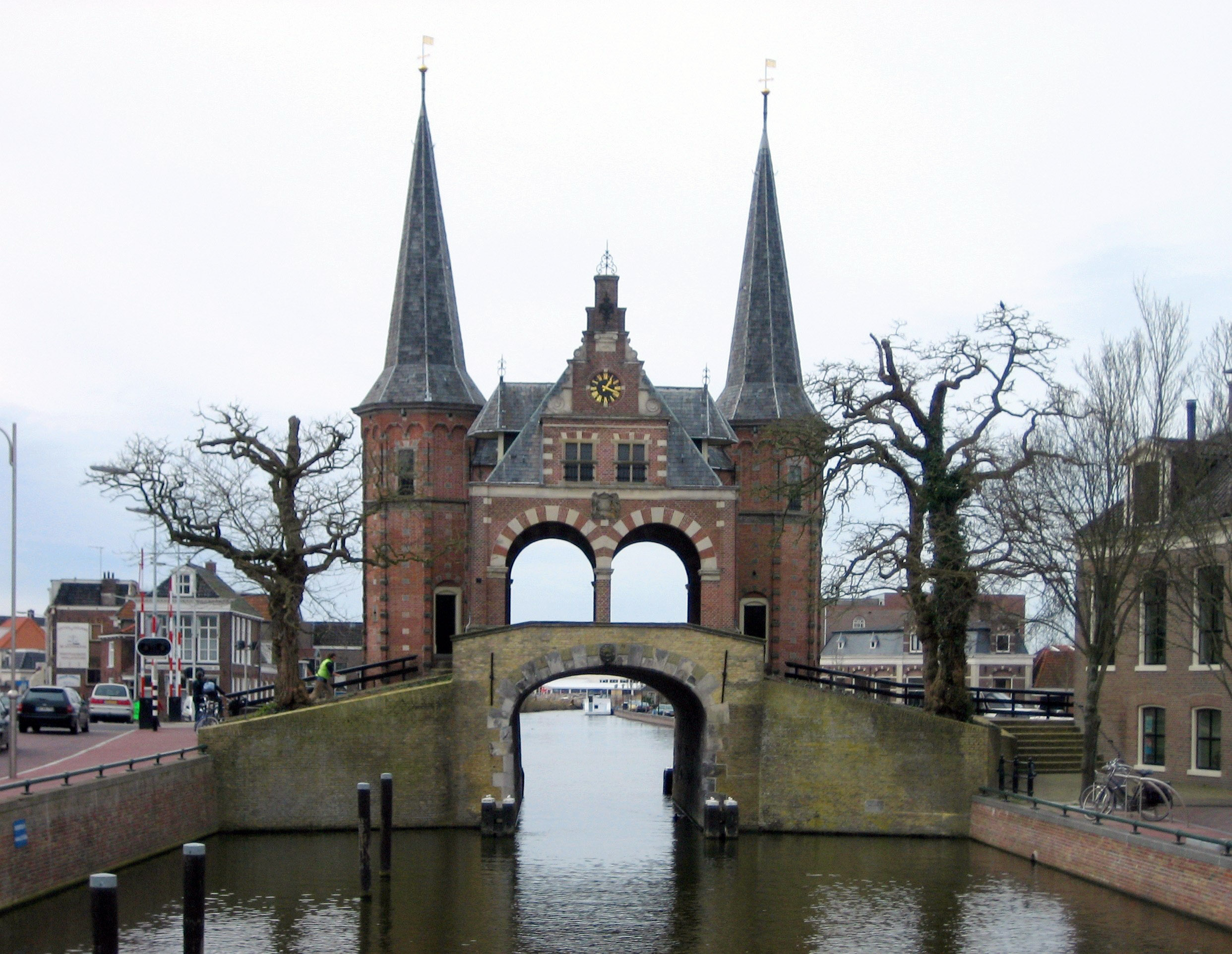
Waterpoort (2006)

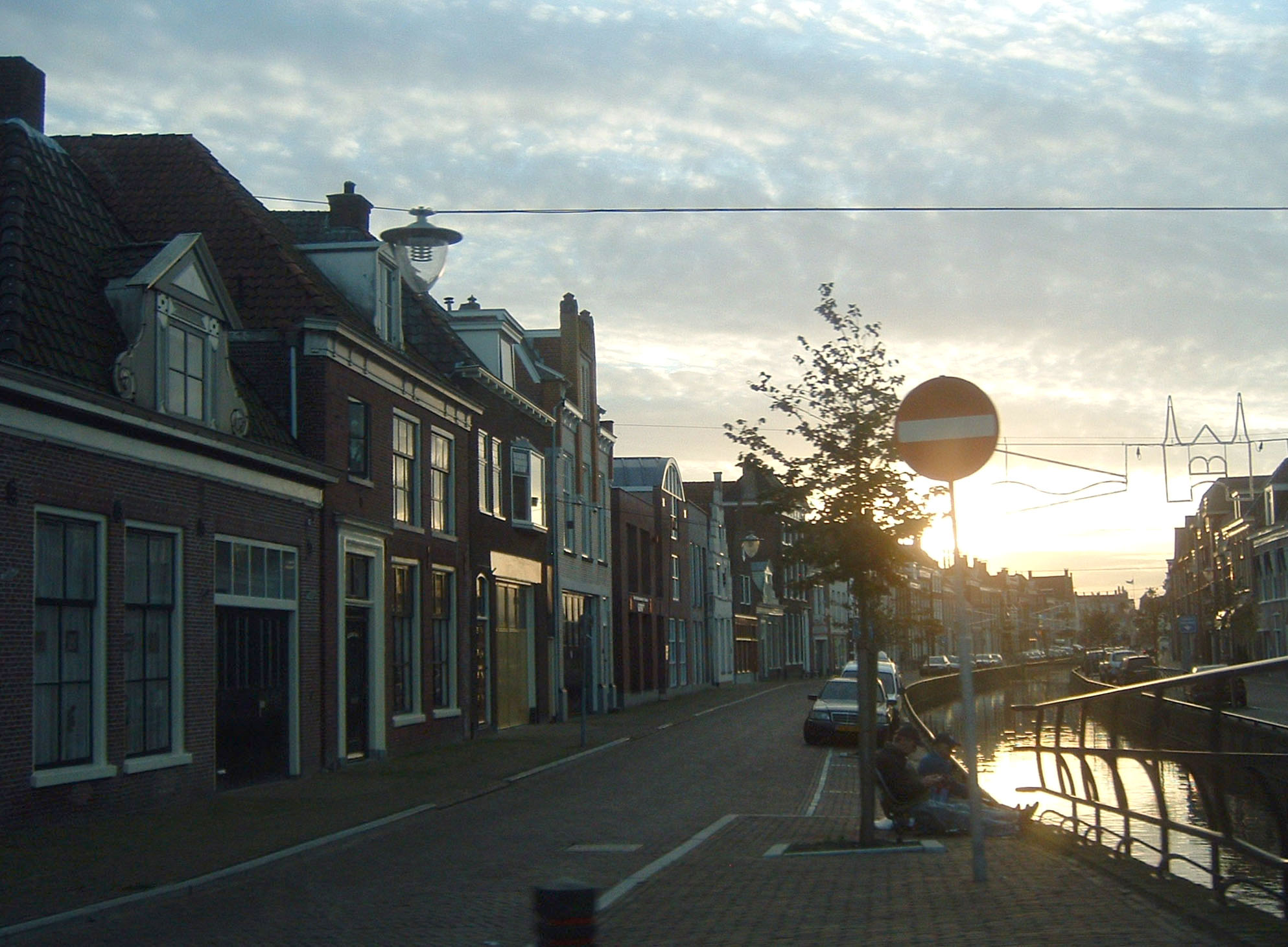
The canal Kleinzand in Sneek (2006)

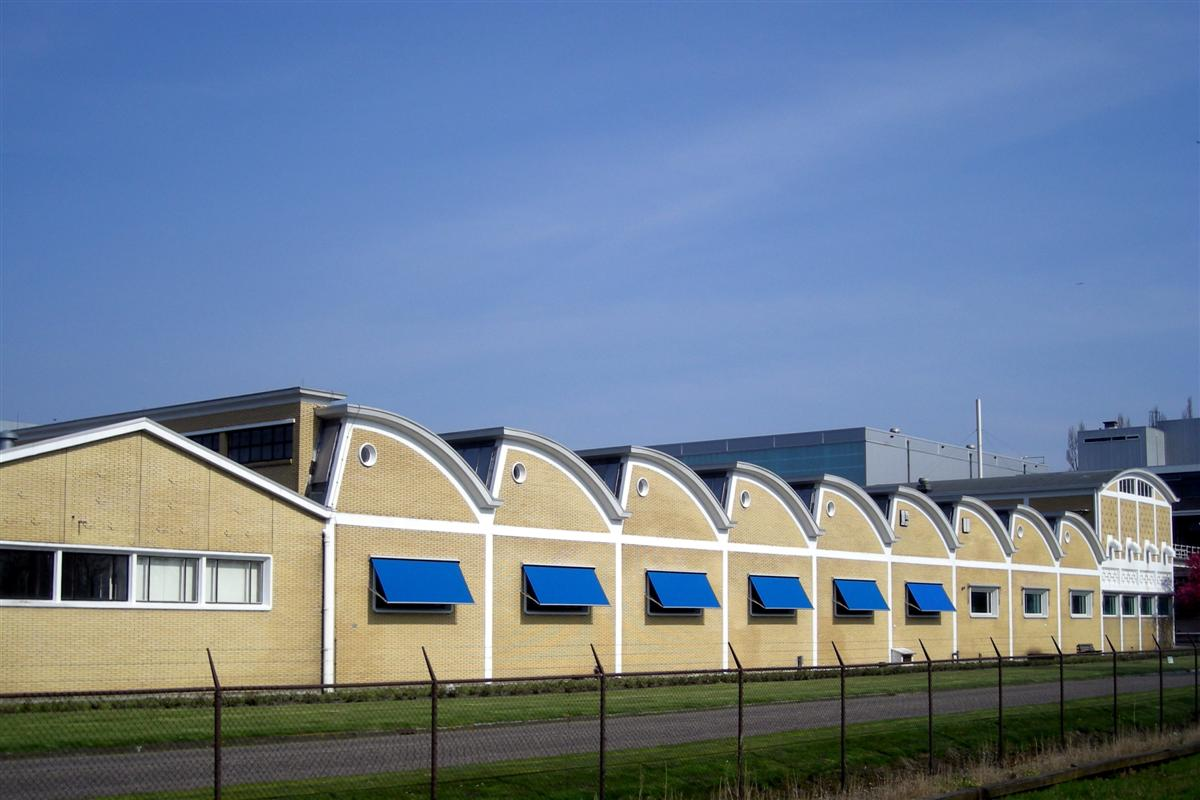
Tonnemafabriek (sweet factory) (2008)

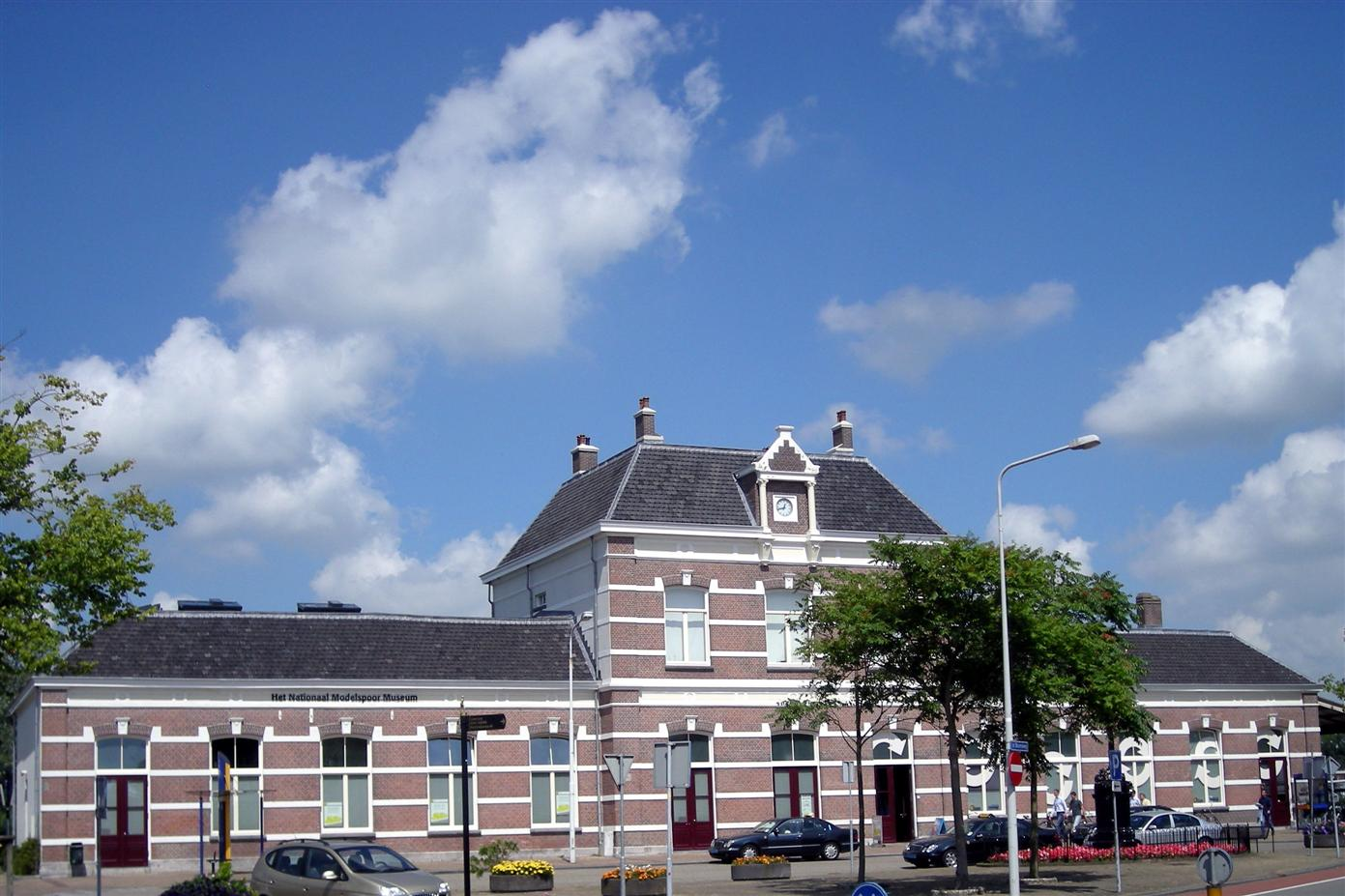
Sneek Station (2007)

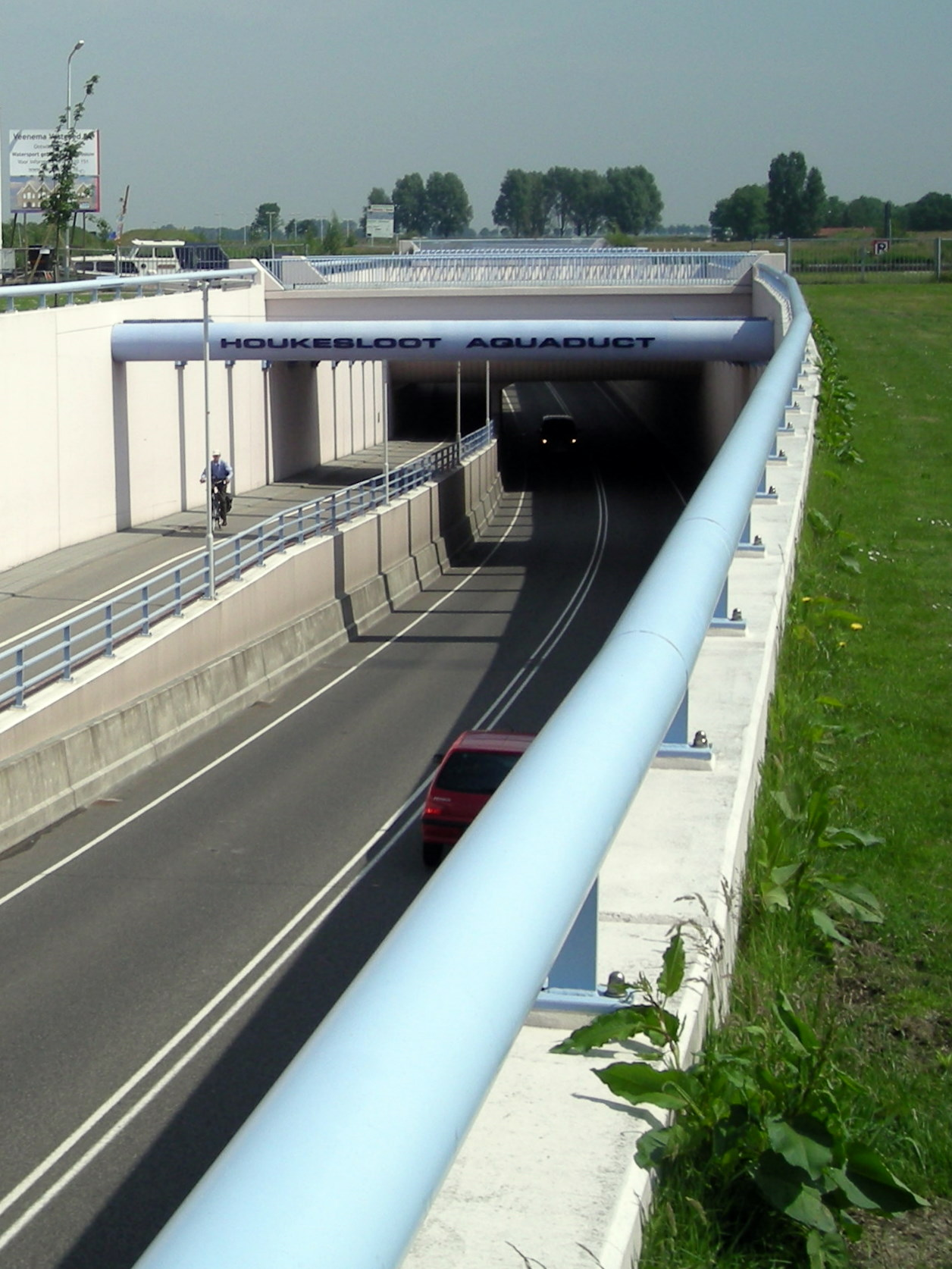
Houkesloot Aqueduct (2007)

اسنیک (به هلندی: Sneek) یکی از شهرهای کشور هلند در جنوب غربی شهر لیوواردن (Leeuwarden) و در استان فریسلانت (Friesland) واقع شده‌است.
این شهر دارای راه آهن است و طبق آمار سال ۲۰۱۰ جمعیت این شهر ۳۳۲۶۰ نفر بوده‌است.